# Djebel Selloum
Djebel Selloum (àrab: جبل سَلّوم, Jabal Sallūm) és una serralada muntanyosa que s'estén de sud-oest a nord-est pel sud-est de la governació de Kasserine, a Tunísia. Té una altura de 1.373 metres. La zona fou declarada reserva de la natura pel govern tunisià.